# Marko Perković Thompson
Marko Perković Thompson (Čavoglave, 27 ottobre 1966) è un cantante e compositore croato, voce solista e leader dell'omonimo gruppo Thompson.
Popolarissimo in patria, è noto anche come combattente durante le guerre jugoslave, ma anche come attivo militante, ancorché senza precisa appartenenza partitica, della destra croata: situazione che lo ha portato spesso al centro di animate polemiche in merito a sue presunte simpatie filo-ustascia.
Si definisce un cattolico di rito romano.
Gli è stato vietato di esibirsi in diversi Paesi a causa delle sue simpatie fasciste. In particolare, celebra lo Stato Indipendente di Croazia, il regime croato filonazista durante la Seconda Guerra Mondiale.

## Biografia e carriera

### I primi anni
Marko Perković nasce nel piccolo villaggio di Čavoglave, frazione di Ružić, nella Zagora dalmata (Regione di Sebenico e Tenin), dove trascorre l'intera infanzia e la prima adolescenza.
Il padre Ante, emigrato in Germania, è presente in famiglia solamente per Natale e Pasqua, tanto che all'educazione del giovane provvedono, oltre alla madre Marija, i nonni e lo zio paterno. Alla figura del nonno (morto nel 1991) ed ai suoi insegnamenti Marko dedicherà poi un omaggio con la canzone Moj Dida i Ja (Mio nonno e io).
Perković in seguito frequenta a Spalato le scuole medie (avviamento professionale) per operatore turistico, tornando a Čavoglave per lavorare come meccanico.
Allo scoppio della guerra, si arruola nella Guardia nazionale (ZNG - zbor narodne garde), primo embrione di quelle che sarebbero poi diventate le forze armate croate. Essendo Čavoglave proprio sulla linea del fronte, l'unità viene subito impegnata in combattimento e Perković vi partecipa impugnando un obsoleto mitra americano Thompson, da cui gli deriverà perciò il suo nome di battaglia.
Nell'intento di fornire alla sua unità combattente un inno che ne confortasse gli animi e ne galvanizzasse il morale, compone in una taverna del vicino villaggio di Kljaci la canzone, poi divenuta celeberrima in Croazia, Bojna Čavoglave (Il battaglione di Čavoglave).

### Bojna Čavoglave
La gran parte delle coeve canzoni croate sulla guerra (1991) si caratterizzava per un certo tono vittimistico ed in qualche caso si indirizzava più alle opinioni pubbliche dei paesi occidentali, nella speranza di conquistarne l'appoggio, che ai croati stessi.
Bojna Čavoglave operò invece una rottura totale. Essa inizia infatti con il grido "Za dom!" (per la patria) a cui il coro, composto dagli stessi commilitoni risponde "Spremni!" (pronti). Questo è un secolare grido di guerra croato del XVII Secolo che secondo alcune fonti storiche fu utilizzato anche da Nikola Šubić Zrinski, Josip Jelačić e Stjepan Radić. Fu poi ripreso dagli ustascia, fascisti croati, e trasformato in Za poglavnika, i dom spremni! Durante la Jugoslavia di Tito fu vietato come anche qualsiasi riferimento alla Croazia. 
Dopodiché inizia un pezzo rock molto ritmato e quasi urlato, in cui si rievoca la formazione dell'unità alle fonti del fiume Čikola, si incita i suoi membri a difendersi  dagli aggressori serbi e a scacciarli dalla sorgente, rivolgendosi poi direttamente ad essi cantando che non faranno più ritorno in quelle zone e che le loro gesta verranno processate dagli stessi croati con l’aiuto di Sant’Elia.
Incisa in 45 giri nel 1991, Bojna Čavoglave ottenne un grande successo, diventando la canzone di guerra croata per antonomasia.

### Cantante in tempo di guerra
La popolarità raggiunta fece sì che nel 1992, terminata la fase più dura dei combattimenti attorno al suo villaggio natio, egli venisse reclutato per una serie di concerti in tutta Croazia, assieme ad altri artisti, e Bojna Čavoglave viene inserita nella compilation Rock za Hrvatsku (Rock per la Croazia), assieme a molti dei più famosi artisti croati. Nel medesimo anno, Perković pubblicò il suo primo album, Moli mala (Prega, piccola).
In esso - oltre a Čavoglave e alla stessa Moli mala (anch'essa sulla guerra, ma più in linea con il genere lamentoso allora in voga) - sono presenti anche canzoni romantiche come Zmija me za srce ugrizla (Una vipera mi morse il cuore), Grkinjo (Piccola greca) - e Potonut ću (Affogherò) in collaborazione con il gruppo Magazin, con la cui cantante Danijela Martinović, popolarissima allora, avrà poi una relazione.
Nel 1994, Perković pubblicò come singolo Anica, Kniska Kraljca (Annina, regina di Knin), un pezzo hard rock anche questo simbolo della resistenza croata contro L’invasore serbo dal testo breve e esplicito:
Neanche un anno dopo, richiamato in servizio nella 142ª Drniška Brigada, partecipò all'operazione Oluja (4-7 agosto 1995) che spezza le difese dello stato paramilitare e non riconosciuto della Repubblica serba di Krajina e provoca la resa dei militari serbi che si arrendono dopo anni di occupazione dei territori croati. Perković entrò con l'avanguardia della sua unità nelle città di Dernis e Tenin. 
Lo stesso anno pubblicò il suo secondo album - Vrijeme Škorpiona (Il tempo degli scorpioni) - e l'anno dopo il terzo - Geni Kameni (Geni di roccia). Sono album con pezzi di rock duro alternati a canzoni romantiche e pop, influenzate dal Novi Val, il New wave jugoslavo, ma con un crescente spostamento verso il folk-rock, e l'etno. Tra i due album vi è però differenza in quanto il primo di due risente ancora in pieno delle atmosfere belliche: Skorpioni, che dà il titolo all'album, è dedicato a un'unità delle forze speciali croate, mentre con Geni kameni si va più oltre e si guarda già all'assetto politico del dopoguerra.

### In cerca di uno stile
Con questi due album si registrò però un certo calo di popolarità dell'autore che non riuscì a ripetere il successo ottenuto agli esordi, scivolando in secondo piano nella scena musicale dell'immediato dopoguerra croato
La grande popolarità ritornò nel 1998 con la pubblicazione prima del singolo Prijatelji (Amici), in cui raccontò la stanchezza dei reduci e la loro disillusione (nel video ricompaiono i commilitoni di Bojna Čavoglave), ma anche la loro ferrea volontà di non essere messi da parte, e poi con l'album Vjetar s Dinare (Vento dalle Dinariche).
A differenza dei precedenti, Vjetar s Dinare è un album concettuale. Qui infatti, seguendo uno stilema molto diffuso, Perković evoca un ritorno alle radici, sia personali che musicali. Si ha dunque in questo lavoro una decisa scelta di stile, di ambientazione e di tematiche: esso è infatti opera completamente folk-rock, seguendo in questo un trend maggioritario nella scena musicale della neo-indipendente Croazia, quello di mischiare rock e pop con il folk e la tradizionale musica regionale, ma a differenza di altri, qui lo si fa con un'assoluta coerenza, gettando le basi di un suo stile personale. Ciò è già evidente nel pezzo che dà il nome all'album Zaustavi se Vjetre (Fermati qui, o vento), in cui si assiste al dialogo tra l'autore ed il Vento dalle Dinariche, impersonato da una Klapa (un gruppo di cantanti: i Pajdaši iz Koprivnice, nell'album) a cui vengono chieste notizie del paese natale e della famiglia. La canzone si svolge essa stessa in forma completamente dialogica, la voce solista e la Klapa non si sovrappongono, se non in parte del ritornello, secondo un modulo che ritornerà poi spesso nella produzione successiva.
Altre caratteristiche destinate ad un forte sviluppo successivo compaiono qui, in particolare la forte autobiograficità dei testi: il personaggio principale, se non unico delle canzoni è Marko Perković Thompson, con la sua concreta vita personale, la sua famiglia, le sue idee religiose morali e politiche. Questo album segna l'ingresso nel gruppo di Tiho Orlić, che ne sarà poi il bassista e la voce d'accompagnamento stabile, intraprendendo in seguito però - col consenso e con il fattivo aiuto di Perković stesso - una parallela esperienza come solista.
Anche Zaustavi se Vjetre come Prijatelji diverrà una canzone molto popolare ed avrà anch'essa un suo proprio video, ma sarà il terzo pezzo dell'album, Lijepa li si, a raggiungere la rilevanza che aveva avuto Bojna Čavoglave

### Lijepa li si
Non esiste una traduzione esatta dell'espressione Lijepa li si in lingue non slave: nel sito web ufficiale del gruppo è stata tradotta in inglese come "How beautiful you are" (come sei bella); in italiano è traducibile come "Ma che bella sei".
Comunque già nel titolo stesso è evidente la sua derivazione diretta dall'inno nazionale croato Lijepa naša domovino (Oh patria nostra bella), da cui deriva anche Lijepa Naša che è il soprannome della Croazia.
Il pezzo ha una esplicita caratterizzazione folk: la "Nostra Bella" non è più descritta nei termini unitari ed astratti del patriottismo romantico, ma è invece l'insieme delle memorie e delle tradizioni popolari delle sue varie regioni, che vengono via via numerate nel corso della canzone, affratellate nel ricordo dei caduti.
La canzone risulta popolarissima nella sua versione folk originale, ma sarà una sua successiva versione, a cui parteciperanno altri famosi cantanti croati, a consacrarsi infine come un secondo, "ufficioso" inno croato
Lijepa li si viene infatti di norma eseguito al termine delle partite della nazionale di calcio della Croazia.
In quello stesso anno (1998) il cantante si trovò al centro delle cronache rosa, in quanto la già citata cantante Danijela Martinović allora al vertice della popolarità, annunciò di aver chiesto il divorzio da lui.
La cosa creò grandissima sensazione, in quanto solo in quel momento fu resa pubblica l'esistenza di un legame matrimoniale tra i due

### E, moj narode: nella politica a tutto campo
In seguito alle elezioni parlamentari del 2000, in Croazia ebbe luogo un radicale cambiamento nella composizione del Legislativo: per la prima (ed unica al momento) volta dall'indipendenza l'HDZ, il partito nazionalista del defunto presidente Franjo Tudjman, perse le elezioni e al governo salì una composita coalizione guidata dal Partito Socialdemocratico di Croazia, sotto la regia di Ivica Raćan. Il ritorno al potere degli eredi dell'allora Partito comunista croato provocò acerrime reazioni nella destra croata, tra i profughi e tra gli ex-combattenti. Ad incendiare ancora di più gli animi contribuì, nel 2001, l'arresto per crimini di guerra del generale Mirko Norac, uno dei più popolari generali della Guerra per la Patria e la sua successiva condanna.
All'imponente movimento di protesta seguito a questi fatti, M.P. Thompson partecipò convintamente, acquistandovi anzi un ruolo rilevante. 
Egli riuscì infatti a coagulare attorno a sé un forte gruppo di personalità influenti, particolarmente sportivi, ex-combattenti, ecclesiastici e soprattutto altri musicisti, dando vita ad un vero e proprio movimento d'opinione e ad una corrente artistico-musicale, tuttora molto influenti in Croazia
Tutto questo culminò nel 2002 con la pubblicazione dell'album E moj narode e la relativa tournée.
L'album si caratterizza per un ritorno ad una molteplicità di stili, con anche una riedizione di pezzi precedenti, che vengono modernizzati.
A Ne varaj me (non ingannarmi) viene modificato il testo, per togliere a questo pezzo anti-pacifista ogni residuo sentimentalismo.
In Geni Kameni (geni di pietra) viene inserito un ensemble folk che esegue il kolo finale dell'opera Ero s onoga svijeta (Ero dall'altro mondo).
L'autore ora non solo canta, ma compone e cura l'arrangiamento della totalità dei pezzi.
La tournée va a toccare tutte le principali città del paese e anche luoghi importanti della diaspora croata.

### E moj narode, la tournée
La tournée, apertasi dalla città di Vukovar (luogo della battaglia di Vukovar), si rivelò un grande successo, sia per quanto riguarda il massiccio pubblico intervenuto, sia per quanto riguarda la copertura mediatica. 30 le città toccate, tra cui Francoforte, sede di una forte comunità di immigrati croati, e la capitale della Croazia Zagabria. 
Il culmine della tournée viene riservato al capoluogo della Dalmazia, Spalato: allo stadio Poljud ha luogo un grande concerto-spettacolo di fronte a più di 40.000 persone. 
Durante lo spettacolo la band viene raggiunta prima da Miroslav Škoro, che canta assieme a Marko i pezzi Reci Brate Moj (Dimmi fratello mio) e Sude mi (Mi processano - dedicata al generale croato Ante Gotovina, all'epoca latitante ed accusato di crimini di guerra dal Tribunale penale internazionale per l'ex-Jugoslavia) di cui sono entrambi coautori, poi anche da Alen Vitasović, Mate Bulić, Giuliano and Mladen Grdović per l'esecuzione di Lijepa li si, a concludere tutto il pezzo eponimo dell'album: E, moj Narode, che Marko canta impugnando la bandiera croata, mentre viene sollevato a grande altezza da un montacarichi.
Il concerto non fu tuttavia esente da aspre polemiche, a partire dalla decisione di riservare due sedie, ovviamente vuote, della tribuna ai generali Mirko Norac (condannato per crimini di guerra) ed Ante Gotovina (in quel momento latitante, poi catturato e posto sotto processo all'Aia).
Il tour continuò in maniera più sporadica durante il 2005, sia in Croazia sia fuori dai confini nazionali, con esibizioni anche all'Entertainment Centre di Sydney e alla Vodafone Arena di Melbourne.

## Controversie
Accusato di chiare simpatie ustascia, Marko Perković si è sempre difeso affermando che i ricorrenti simboli del defunto regime di Ante Pavelić che appaiono ai suoi concerti sono in realtà un segno di amore per la patria espresso dal suo pubblico che lui ha sempre invitato a presentarsi con simboli della Croazia moderna.
Alcuni in Croazia mettono addirittura in relazione la montante diffusione dei simboli nazisti nel paese con le sue performance canore.
Grandi polemiche sono sorte in seguito al divieto opposto dalle amministrazioni comunali di Umago e Pola alla concessione di spazi pubblici per un concerto del cantante.
Il successo di Marko Perković Thompson è stato citato come esempio di